# Kaganoor, Alur
Kaganoor là một làng thuộc tehsil Alur, huyện Hassan, bang Karnataka, Ấn Độ.